# Barisal (district)
Pour les articles homonymes, voir Barisal (homonymie).
Barisal est un district du Bangladesh. Il est situé dans la division de Barisal. La ville principale est Barisal.

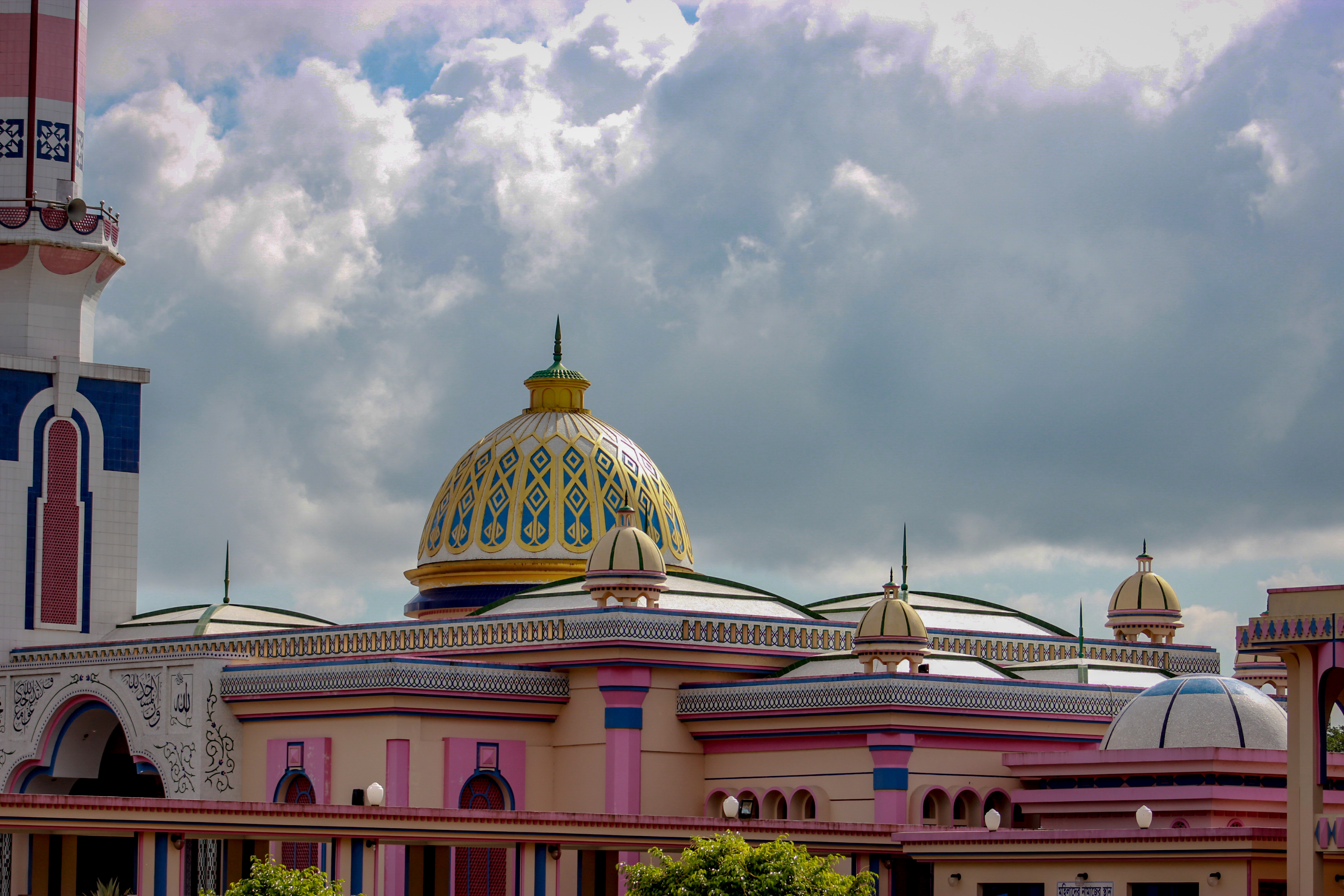
Mosquée Guthia

## Personnalités liées au district
- Jebunnesa Afroz, député de la Ligue Awami[2].